# 德福工業園區
德福工業園區（英語：Defu Industrial Park），位於新加坡東北區後港規劃區的邊陲，建於1970年代，主要為重新安頓烏美一帶惹蘭羅拔（Jalan Lobak）、麥波申一帶惹蘭安格烈（Jalan Anggerek）和碧山一帶惹蘭柏民賓（Jalan Pemimpin）的中小型工廠以設。正有計劃將其面積擴充2百萬平方公尺供各行業使用。